# Dominique Gardères
Dominique Maximien Gardères (* 22. Oktober 1856 in Biarritz; † unbekannt) war ein französischer Reiter.
Er nahm an den Olympischen Sommerspielen 1900 in Paris im Hochspringen und im Springreiten teil. Im Hochspringen konnte er mit seinem Pferd Canéla und einer Höhe von 1,85 m, zusammen mit Gian Giorgio Trissino, der die gleiche Höhe erreichte, die Goldmedaille gewinnen. Im Springreiten sind sein genaues Ergebnis sowie sein Pferd nicht bekannt.